# Karlov most
Karlov most (češko Karlův most) je znan zgodovinski most čez reko Vltavo v Pragi, Češka. Njegova gradnja se je začela leta 1357 pod pokroviteljstvom kralja Karla IV. in končala v začetku 15. stoletja.  Most je nadomestil star Juditin most, zgrajen med letoma 1158 in 1172, ki je bil hudo poškodovan v poplavi leta 1342. Ta novi most se je najprej imenoval Kamniti most (Kamenný most) ali Praški most (Pražský most), od leta 1870 pa "Karlov most". Ker je bil ta most edini način za prečkanje Vltave do 1841, je bil najpomembnejša povezava med Praškim gradom in mestnim Starim mestom ter sosednjimi območji. Ta  povezava v Pragi je bila pomembna kot trgovska pot med vzhodno in zahodno Evropo.
Most je 515,8 metra dolg in skoraj 9,5 metra širok, poteka prek 16 lokov, zaščitenih s ščitniki za lomljenje ledu. Zaščiten je tudi s tremi mostnimi stolpi, dva od njih na Mali Strani in tretji na strani Starega mesta. Slednji je veljal za eno izmed bolj zanimivih gotskih stavb. Most je okrašen z neprekinjeno ulico 30 kipov in skulptur, večina je v baročnem slogu. Prvotno so bili izdelani okoli leta 1700, zdaj pa so vsi nadomeščeni z replikami.

## Zgodovina

### Do 19. stoletja
Karlov most je utrpel več nesreč in bil priča številnim zgodovinskim dogodkom. Češka legenda pravi, da se je gradnja začela 9. julija 1357 ob 5.31  s temeljnim kamnom, ki ga je položil sam Karel IV. Točen čas je bil zelo pomemben za svetega rimskega cesarja, ker je verjel numerologiji. Ta  čas oziroma številke (1357, 9, 7, 5.31) naj bi podelile Karlovemu mostu dodatno moč. Glede na dolgo življenjsko dobo mostu je imelo morda cesarjevo prepričanje nekaj teže, čeprav je most doživel svoj pravični delež tragedij. Poplava leta 1432 je poškodovala tri stebre. Leta 1496 se je tretji lok (šteto od Starega mesta) poškodoval, ko se je eden od stebrov posedel, spodkopala ga je voda (popravila so bila končana leta 1503). Leto dni po bitki na Beli gori, ko je bilo 21. junija 1621 ubitih 27 voditeljev protihabsburškega upora, je bil mostni stolp na strani Starega mesta kot zaslon odsekanih glav žrtev, da bi Čehe odvrnili od nadaljnjega odpora. Ob koncu tridesetletne vojne leta 1648 so Švedi zasedli zahodni breg Vltave in ko so poskušali prodreti v Staro mesto, so bili najhujši spopadi prav na mostu. V bojih so bili hudo poškodovani ena stran stolpa v Starem mestu (stran, obrnjena proti reki) in skoraj vsi gotski okraski, ki so jih pozneje odstranili. V poznem 17. stoletju in v začetku 18. stoletja je most dobil značilno podobo z alejo baročnih kipov, nameščenih na stebrih. V veliki poplavi leta 1784 je bilo pet stebrov hudo poškodovanih in čeprav loki niso bili poškodovani, je bil promet na mostu dolgo omejen.
Prvotno stopnišče do otoka Kampa je bilo nadomeščeno z novim leta 1844. Naslednje leto je še ena velika poplava ogrožala most, a je bila povzročena le manjša škoda. Leta 1848 med revolucijo most ni bil poškodovan kljub topovskemu streljanju, poškodovanih je bilo le nekaj kipov. Leta 1866 so na balustrade postavili psevdogotske plinske luči; pozneje so jih zamenjali z električno razsvetljavo. Leta 1870 je zapeljal prvi redni javni avtobus čez most (uradno se je preimenoval v "Karlov most" po letu 1870), nato je bil zamenjan s tramvajem na konjsko vprego. Mostni stolpi so bili temeljito obnovljeni med letoma 1874 in 1883.
Med 2. in 5. septembrom 1890 je Prago zadela druga katastrofalna poplava in hudo poškodovala Karlov most. Tisoči splavov, hlodov in drugega plavajočega materiala, ki se je nabral v krajih gorvodno, so postopoma oblikovali ogromno oviro, naslonjeno na most. Trije loki so se podrli pod velikim pritiskom in dva stebra je spodkopala voda, medtem ko so bili drugi delno poškodovani. S petega stebra sta v reko padla dva kipa: sv. Ignacij Lojolski in sveti Ksaver, oba delo Ferdinanda Brokoffa. Nekdanji kip je bil nadomeščen s skulpturo Cirila in Metoda Karla Dvořaka; slednji je bil nadomeščen s kopijo izvirnika. Popravila so trajala dve leti (most je bil ponovno odprt 19. novembra 1892) in so stala 665.000 kron.

### 20. stoletje do danes
V začetku 20. stoletja se je promet čez Karlov most močno povečal. Zadnji dan konjske vleke na mostu je bil 15. maj 1905, ko je bila zamenjana z električnim tramvajem in nato, leta 1908, z avtobusi. Ob koncu druge svetovne vojne je bila zgrajena barikada pri mostnem stolpu v Starem mestu. Obsežno je bil obnovljen med letoma 1965 in 1978. Sodelovale so različne znanstvene in kulturne ustanove. Zagotovljena je bila stabilnost stebrov, vsi poškodovani kamniti bloki so bili zamenjani in odstranjen je bil asfalt na vozišču. Ves avtomobilski promet je bil izključen, dostopen je bil samo pešcem. Popravilo je stalo 50 milijonov kron.
V 1990-ih letih so nekateri ljudje začeli kritizirati prejšnjo obnovo mostu in predlagali nadaljnje ukrepe. Na začetku novega tisočletja se je večini strokovnjakov zdelo, da prejšnja rekonstrukcija ni bila brezhibna, vendar pa so zanikali potrebo po nadaljnjih ukrepih. Po katastrofalnih poplavah leta 2002 (bila je le manjša škoda) je podpora celoviti obnovi mostu rasla. Odločeno je bilo, da se popravita in stabilizirata dva stebra na Mali Strani. To so edini rečni stebri, ki niso bili popravljeni po poplavah 1890. Rekonstrukcija je postopen proces, ki zapira dele mostu, ne da bi ga povsem zaprli. Dela so potekala leta 2008 do leta 2010, in sicer obnova stebrov in gradnja nove hidroizolacije. Prav tako je vključevala zamenjavo mnogih kamnov v mostnih stenah, kar je bilo sporno zaradi težkega pristopa. Kritike strokovnjakov za ohranjanje okolja po vsej Evropi so se kar vrstile (glej fotografije na zunanjih povezavah). Veliko novih nadomestnih kamnov se ne ujema z zgodovinskimi.

## Kipi na mostu
Avenija 30 večinoma baročnih kipov in skulptur na balustradi je enkratna povezava umetniških slogov z osnovnim gotskim mostom. Večina skulptur je bila postavljena med letoma 1683 in 1714. Prikazujejo različne svetnike in zavetnike, ki so jih častili v tistem času. Najvidnejši češki kiparji tistega časa so sodelovali pri okrasitvi mostu, to so Matthias Braun, Jan Brokoff in njegova sinova Michael Brokoff in Ferdinand Brokoff.
Med najodmevnejšimi skulpturami so kipi svetega Lutgarda, Sveti križ, Kalvarija in svetega Janeza Nepomuka. Znan je tudi kip viteza Bruncvíka, čeprav je bil zgrajen okoli 200 let pozneje in ne spada na glavno avenijo.
V začetku leta 1965 so bili vsi kipi sistematično nadomeščeni z replikami, izvirniki pa so bili razstavljeni v lapidariju Narodnega muzeja.

## Galerija
- Zimski dan na mostu
- Pogled na most z obrežja
- Nočni pogled
- Stolp na Mali Strani
- Pogled na most
- Rezultat kontroverzne rekonstrukcije
- Vltava pod Karlovim mostom v Pragi